# وريد لساني
الأوردة اللسانية هي أوردة تبدأ على ظهر اللسان، وجوانبه والسطح السفلي له، وتعبر للخلف على طول مسار الشريان اللساني، وتنتهي في الشريان الوداجي الغائر.
الوريد المرافق لعصب تحت اللسان والمسمى (الوريد الضفدعي) هو تفرّع ذو حجم معتبر، يبدأ تحت طرف اللسان، وقد يتّحد مع الوريد اللساني. لكن بشكلٍ عام، يمر هذا الوريد للخلف في منطقة تحت اللسان ويتّحد مع الوريد الوجهي الأصلي.
للأوردة اللسانية أهمية سريرية كبرى، وذلك لقدرتها على الامتصاص السريع للأدوية، ولهذا السبب فإن ثلاثي نترات الغيليسيريل يعطى تحت اللسان في حالات الاشتباه بإصابة الشخص بالذبحة الصدرية.

## الروافد
1. وريد تحت اللسان
2. الوريد اللساني العميق
3. الوريد اللساني الظهراني
4. وريد فوق اللامي

## روابط خارجية
- صورة نموذج (ضفدع)
- Lingual+vein في قاموس إي ميديسين